# Prodis
Prodis és una fundació terrassenca dedicada a l'assistència i la integració de persones adultes amb discapacitat intel·lectual, malaltia mental o paràlisi cerebral. Disposa de serveis de teràpia ocupacional, centres ocupacionals, habitatges i instal·lacions esportives. Atén més de tres cents persones i hi treballen més de cent professionals (2010).
Va ser el resultat de la transformació de l'Associació Terrassenca Prodisminuïts (ATPD), creada el 1960 per un grup de pares i mares que van crear una aula d'educació especial i un taller per socialitzar i integrar els seus fills. El 1974, sota l'impuls de Josep Maria Casas Boladeras (1923-2010), es va crear la Residència Montserrat, la primera del seu gènere a Terrassa per oferir habitatge a persones amb discapacitat psíquica. Va continuar desenvolupant i millorant aquest concepte de petites residències ben integrades als barris.
Amb el temps, es varen professionalitzar els serveis. Sota l'impuls de Josep Maria Casas, el 1995 es constitueix la fundació Prodis de la qual Pere Baltà (1946-2015) fou un dels fundadors i el primer president. El 1996, ATPD es va liquidar i va traspassar el seu patrimoni i els seus deures econòmics i socials a Prodis.
Amb motiu del cinquantenari el 2010, va rebre la Medalla d'Honor de la ciutat en reconeixement de la seva aportació en l'àmbit del foment de l'educació i la inserció de les persones amb discapacitat i va canviar el nom «Prodisminuïts» i «Prodiscapacitats» en l'actual Prodis.
L'any 2020 rebé la Creu de Sant Jordi, amb motiu del seu 60è aniversari, en reconeixement del seu compromís social i a la seva tasca eficient i efectiva per a la millora de la qualitat de vida de les persones amb discapacitat intel·lectual.
L'any 2023 la Generalitat de Catalunya li concedí el premi FPCAT.